# حوزه انتخابیه بیست‌وپنجم تگزاس
حوزه انتخابیه بیست‌وپنجم تگزاس یک حوزه انتخابیه مجلس نمایندگان آمریکا است که در ایالت تگزاس قرار دارد.